# Bronisław Rudzki
Bronisław Rudzki (ur. 1837 w Warszawie, zm. 1863) – naczelnik wojenny województwa kaliskiego w powstaniu styczniowym.
Syn Leonarda i Franciszki z Nowodworskich. Właściciel Żelazowej Woli.
Ukończył 7 klas w Instytucie Szlacheckim, a następnie podjął pracę przy dyrektorze Komisji Sprawiedliwości hr. Fryderyku Skarbku. Porzucił jednak karierę administracyjną i wstąpił do Elizabet-grodzkiego pułku huzarów im. Wielkiej Księżny Olgi Mikołajewny. 4 kwietnia 1859 został podporucznikiem, a 2 czerwca tego roku porucznikiem. W 1860 wystąpił z wojska w randze kapitana i od tego czasu przebywał w Warszawie lub we wsi Ruszki w powiecie sochaczewskim.
Centralny Komitet Narodowy wyznaczył go na organizatora powstania w województwie kaliskim. Przystąpił z pełnym zaangażowaniem do wykonania tego zadania. To jemu zawdzięczał ppłk Pini, że tylko w kilka tygodni 1863 mógł powołać pod broń dwa pułki ułanów, tworzące brygadę dowodzoną przez gen. Edmunda Taczanowskiego. Rudzki opracował szczegółowy plan walki, przewidział konieczność dezorganizacji komunikacji pomiędzy miastami i wskazał sposoby łączności z Poznańskiem, gdzie były składy broni, amunicji i miejsca formowania oddziałów powstańczych. 
Niestety, nie udało się wszystkich planów zrealizować. Płk Bronisław Rudzki w dniu 5 marca 1863 przybył do Gruszczyc, gdzie we dworze było zwołane zgromadzenie szlachty, którą zamierzał pozyskać dla idei powstania. Wtajemniczony w to przedsięwzięcie właściciel Morawek k. Błaszek, szlachcic Bogatko, dawny kapitan armii rosyjskiej, doniósł o tym zebraniu żandarmerii kaliskiej. W efekcie dwór został otoczony przez oddział huzarów pod dowództwem mjra Bergana. Aresztowano wszystkich uczestników zebrania. Rudzki, przewidując jaki go los czeka, zastrzelił się. Inni zgromadzeni przekonali Rosjan, że nie wiedzieli w jakim celu ich poproszono na to zebranie i zostali zwolnieni. Bronisław Rudzki został pochowany na miejscowym cmentarzu. Jego grób przetrwał, znajduje się przy głównej alejce cmentarza w Gruszczycach, jest ozdobiony nagrobkiem z tablicą. Bogatko wyjechał w głąb Rosji, Rosjanie sprzedali jego majątek i przesłali mu pieniądze.